# Dominika Makowska
Dominika Makowska, z d. Nowakowska (ur. 16 czerwca 1988 w Łęczycy) – polska siatkarka występująca na pozycji przyjmującej lub libero. Absolwentka Szkoły Mistrzostwa Sportowego w Sosnowcu. Brała udział w Mistrzostwach Świata juniorek w 2007 roku. Obecnie jest zawodniczką klubu PMKS Nike Węgrów.

## Kluby
| Klub                            | Lata gry    |
| ------------------------------- | ----------- |
| MKS Łęczyca                     | wychowanka  |
| SMS PZPS Sosnowiec              | 2004 - 2007 |
| SCS Sokół Chorzów               | 2007 - 2008 |
| GCB Centrostal Bydgoszcz        | 2008 - 2010 |
| KS Piecobiogaz Murowana Goślina | 2010 - 2011 |
| Jedynka Aleksandrów Łódzki      | 2011 − 2013 |
| TKS-T Budowlani Budlex Toruń    | 2013 - 2014 |
| KSZO Ostrowiec Świętokrzyski    | 2014 - 2015 |
| PMKS Nike Węgrów                | 2015        |
| Easy Wrap Volley 3 Kobyłka      | od 2020     |